# Chuỗi đảo thứ nhất

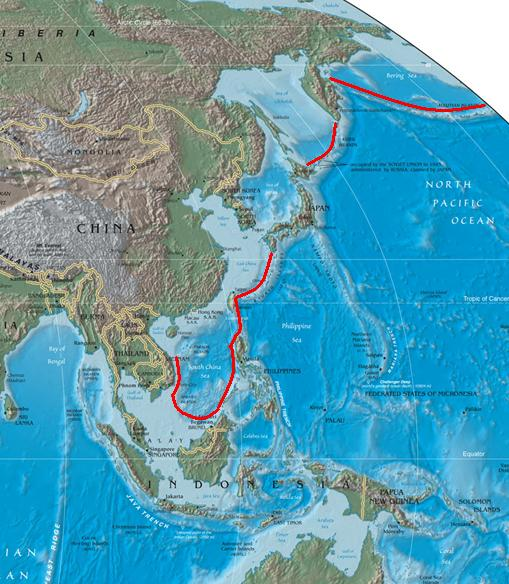
Chu vi chuỗi đảo thứ nhất (được đánh dấu màu đỏ).

Chuỗi đảo thứ nhất đề cập đến chuỗi quần đảo lớn đầu tiên ở Thái Bình Dương tính từ bờ biển lục địa Đông Á. Nó chủ yếu bao gồm Quần đảo Kuril, Quần đảo Nhật Bản, Quần đảo Lưu Cầu, Đài Loan (Formosa), miền bắc Philippines và Borneo, do đó kéo dài suốt từ Bán đảo Kamchatka ở phía đông bắc đến Bán đảo Mã Lai ở phía tây nam. Chuỗi đảo thứ nhất tạo thành một trong ba học thuyết về chuỗi đảo nằm trong chiến lược chuỗi đảo thuộc chính sách đối ngoại của Hoa Kỳ.
Phần lớn chuỗi đảo thứ nhất nằm gần vùng biển mà Trung Quốc tuyên bố chủ quyền. Chúng bao gồm Biển Đông, trong đường chín đoạn, cũng như Biển Hoa Đông ở phía tây Trũng Okinawa.

## Giá trị chiến lược

### Trung Quốc

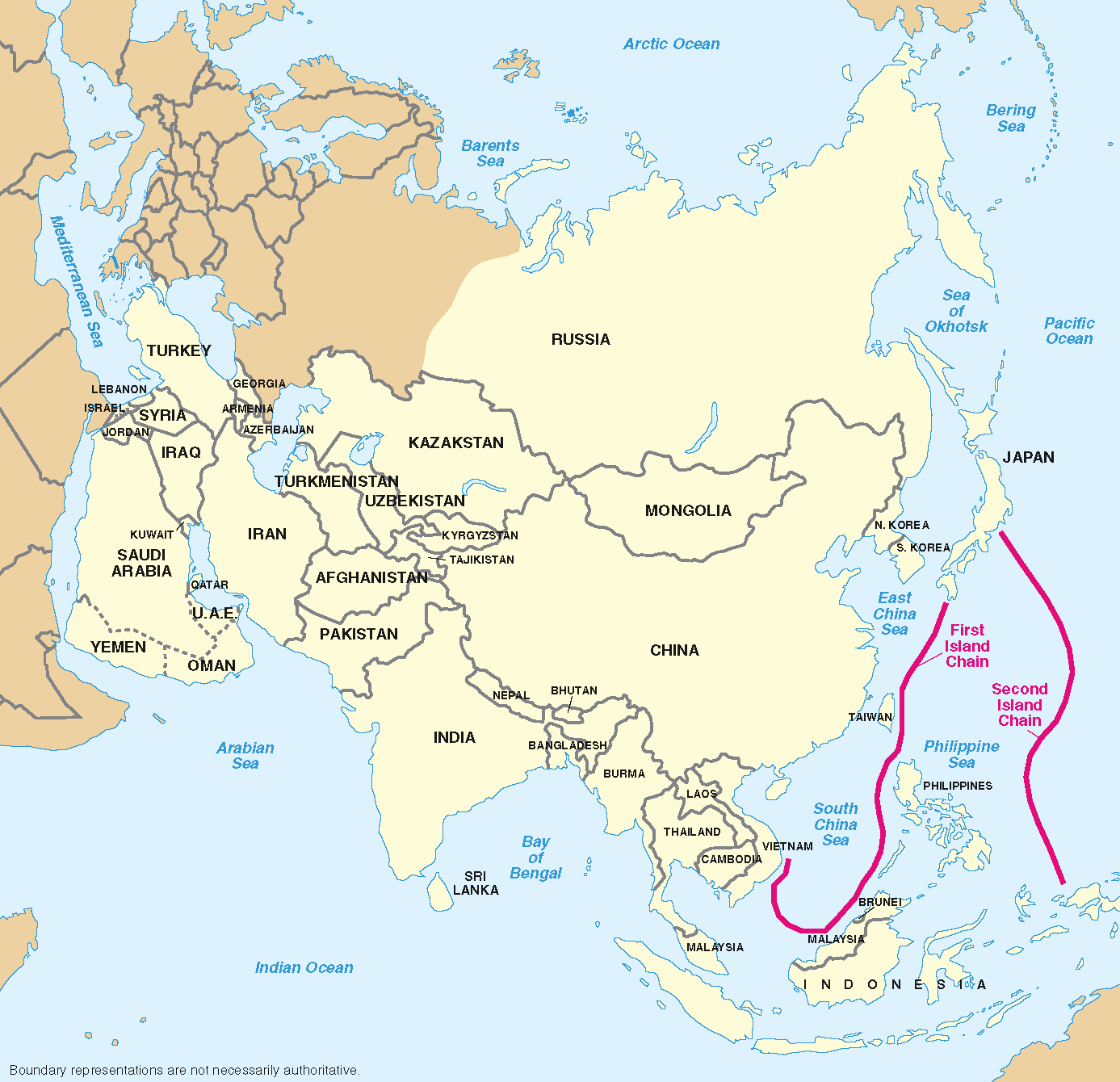
Chuỗi đảo thứ nhất và Chuỗi đảo thứ hai

Theo báo cáo năm 2018 của Bộ Quốc phòng Mỹ trước Quốc hội, khả năng quân sự Chống tiếp cận/Chống xâm nhập khu vực của Quân Giải phóng Nhân dân Trung Quốc nhằm vào chuỗi đảo thứ nhất là mạnh mẽ nhất. Báo cáo cũng tuyên bố rằng khả năng thực hiện các nhiệm vụ ngoài chuỗi đảo đầu tiên của Hải quân Quân Giải phóng Nhân dân Trung Quốc là "khiêm tốn nhưng ngày càng tăng khi họ có được kinh nghiệm hoạt động ở vùng biển xa và nắm trong tay các nền tảng lớn hơn và tiên tiến hơn".

### Nhật Bản
Khoảng năm 2009, chiến lược gia quân sự Nhật Bản Toshi Yoshihara và giáo sư Trường Đại học Chiến tranh Hải quân James R. Holmes đưa ra đề xuất rằng quân đội Mỹ có thể khai thác vị trí địa lý của chuỗi đảo thứ nhất nhằm chống lại việc xây dựng Hải quân của Quân Giải phóng Nhân dân. Nội các Nhật Bản cũng đã thông qua sách trắng quốc phòng nhấn mạnh mối đe dọa do Hải quân Quân Giải phóng Nhân dân gây ra ở chuỗi đảo thứ nhất.
Vào những năm cuối của thập niên 2010, Nhật Bản bắt đầu triển khai khí tài quân sự tới Yonaguni và các đảo khác của nước này để chống lại sự hiện diện của Trung Quốc dọc theo khu vực này thuộc chuỗi đảo thứ nhất.
Vị trí chiến lược của Nhật Bản tại chuỗi đảo thứ nhất bắt đầu từ những nỗ lực chung Mỹ-Nhật nhằm chống lại sự bành trướng của Liên Xô. Lực lượng Phòng vệ Nhật Bản hiện đóng vai trò bảo vệ các căn cứ quân sự của Mỹ và duy trì sức mạnh quân sự ở Đông Á. Đối với Lực lượng Phòng vệ Bảo vệ Lãnh thổ Nhật Bản, chủ yếu dựa vào các hòn đảo ở miền nam Nhật Bản tiếp giáp với Hoàng Hải và Biển Hoa Đông, Nhật Bản có lợi thế quân sự về công nghệ chống tàu ngầm, phòng không và thủy lôi.

### Philippines
Năm 2021, Lloyd Austin, thay mặt phía Mỹ, cảm ơn người đồng cấp Philippines Delfin Lorenzana vì đã duy trì thỏa thuận thăm viếng lực lượng suốt 70 năm qua giữa hai nước. Năm 2023, bốn căn cứ mới được công bố ở Philippines.

### Đài Loan
Trong Chuỗi đảo thứ nhất, Đài Loan được coi là có tầm quan trọng đặc biệt về mặt chiến lược. Nó nằm ở điểm giữa của chuỗi đầu tiên và chiếm một vị trí chiến lược.

### Hoa Kỳ
Tướng Mỹ Douglas MacArthur chỉ ra rằng trước Thế chiến thứ hai, Hoa Kỳ đã bảo vệ bờ biển phía tây của mình bằng tuyến phòng thủ trải dài từ Hawaii, Guam đến tận Philippines. Tuy nhiên, phòng tuyến này đã bị Nhật Bản tấn công bằng vụ oanh tạc Trân Châu Cảng năm 1941, từ đó lôi kéo Mỹ vào cuộc chiến. Sau đó, Mỹ tiến hành cuộc không kích Đài Bắc (gọi là Taihoku dưới thời Đế quốc Nhật Bản) và triển khai các vụ ném bom nguyên tử xuống Hiroshima và Nagasaki. Chiến thắng trong Thế chiến thứ hai cho phép Mỹ mở rộng tuyến phòng thủ xa hơn về phía tây tới bờ biển châu Á, và do vậy giúp phía Mỹ kiểm soát được chuỗi đảo thứ nhất. Giữa cuối Thế chiến thứ hai và Chiến tranh Triều Tiên, MacArthur từng ca ngợi Đài Loan, nằm ở trung tâm điểm của chuỗi đảo thứ nhất, là một loại 'tàu sân bay không thể chìm'.
Tháng 4 năm 2014, Viện Hải quân Hoa Kỳ (USNI) đánh giá rằng chuỗi đảo thứ nhất là điểm hiệu quả nhất để chống lại bất kỳ cuộc xâm lược nào của Trung Quốc. Mỹ không chỉ có thể ngăn chặn Hải quân Quân Giải phóng Nhân dân tiến vào phía Tây Thái Bình Dương mà còn có thể dự đoán đia điểm di chuyển của họ trước khi cố gắng đột phá ngay từ đầu. Hoa Kỳ và các quốc gia chuỗi đảo thứ nhất có thể phối hợp vì quyền tự do hàng hải của quân đội Mỹ trong khối chuỗi đảo đầu tiên. Một bài báo vào tháng 6 năm 2019 do Viện Hải quân Hoa Kỳ (USNI) xuất bản đã kêu gọi hải quân thiết lập và duy trì phong tỏa xung quanh chuỗi đảo thứ nhất nếu Mỹ gây chiến với Trung Quốc.
Andrew Krepinevich lập luận rằng việc “phòng thủ quần đảo” của các nước trong chuỗi đảo thứ nhất sẽ góp phần quan trọng vào việc thực hiện chiến lược quốc phòng năm 2018. Một báo cáo năm 2019 của Trung tâm Đánh giá Chiến lược và Ngân sách "đề xuất một chiến lược quân sự của Mỹ về Áp lực Hàng hải và hỗ trợ khái niệm tác chiến liên hợp, Phòng thủ "Từ trong ra ngoài", nhằm ổn định cán cân quân sự ở phía Tây Thái Bình Dương và ngăn chặn Trung Quốc đạt triển vọng về sự việc đã rồi". Chuỗi đảo thứ nhất đóng vai trò trung tâm trong bản báo cáo này. Năm 2020, Thủy quân lục chiến Mỹ bắt đầu chuyển đổi chiến thuật phối hợp với Hải quân Mỹ nhằm triển khai dọc hoặc gần chuỗi đảo thứ nhất. Năm 2021, Thủy quân lục chiến Mỹ công bố mục tiêu bổ sung thêm ba trung đoàn đóng tại Thái Bình Dương.